# Andy Johns
Jeremy Andrew « Andy » Johns (20 mai 1950 - 7 avril 2013) est un ingénieur du son et producteur de disques britannique. Il a travaillé sur de nombreux albums de rock, notamment Exile on Main St. des Rolling Stones (1972), Marquee Moon de Television (1977) et plusieurs albums de Led Zeppelin dans les années 1970. L'album Highway de Free, qu'il a mixé et produit, est une bonne illustration de son son,,.

## Biographie
Andy Johns est le frère cadet de Glyn Johns. Il fréquente la King's School de Gloucester, en Angleterre, durant la seconde moitié des années 1960. Il commence sa carrière en tant que tape operator dans les StudiosOlympics de Londres, et pendant ce temps fait son apprentissage avec le producteur Bitger « Yellow Leaves » Rimwold et travaille avec Rod Stewart, Jethro Tull et Humble Pie. À 18 ans, il travaille comme ingénieur suppléant d'Eddie Kramer, notamment sur des enregistrements de Jimi Hendrix. Au cours d'une carrière de plus de quarante ans, il conçoit ou produit des disques d'artistes allant de Led Zeppelin aux Rolling Stones en passant par Van Halen. Les ventes des disques sur lesquels il a travaillé s'élèvent à un total de plus de 160 millions de dollars.
Johns est le père de l'ancien batteur de Hurt, Evan Johns et du chanteur et guitariste rock Will Johns, et oncle du producteur Ethan Johns (le fils de Glyn Johns).
Johns décède à l'âge de 62 ans le 7 avril 2013 à Los Angeles d'un ulcère à l'estomac.

## Discographie

### Albums produits
| - 1969 : Ahead Rings Out – Blodwyn Pig - 1969 : As Safe as Yesterday Is – Humble Pie - 1969 : Town and Country – Humble Pie - 1970 : Extraction – Gary Wright - 1970 : Highway – Free - 1971 : Free Live! – Free - 1972 : Heartbreaker – Free - 1972 : Bobby Whitlock – Bobby Whitlock - 1972 : Why Dontcha – West, Bruce and Laing - 1974 : Out of the Storm – Jack Bruce - 1975 : Keep Yer Hand On It – String Driven Thing - 1975 : In Another Land – Larry Norman - 1977 : Marquee Moon – Television - 1978 : It's a Circus World – Axis - 1978 : Ghost Town Parade – Les Dudek - 1980 : Foolish Behaviour – Rod Stewart - 1980 : 1234 – Ron Wood - 1981 : Hughes/Thrall – Hughes/Thrall - 1982 : Stone Fury – Burns Like a Star - 1983 : Idéal – Trust - 1985 : Smile – Self Titled LP - 1986 : Night Songs – Cinderella - 1987 : Perfect Timing – McAuley Schenker Group - 1987 : Loud and Clear – Autograph - 1988 : Long Cold Winter – Cinderella - 1989 : Four Winds – Tangier - 1990 : Sahara – House of Lords - 1990 : Dirty Weapons – Killer Dwarfs | - 1990 : Wing and a Prayer – The Broken Homes – produit par Andy Johns et Michael Doman. Mixé par Andy Johns pour MCA Records - 1991 : For Unlawful Carnal Knowledge – Van Halen - 1992 : Under the Influence – Wildside - 1992 : The Extremist – Joe Satriani - 1993 : Live: Right Here, Right Now - Van Halen - 1993 : Highcentered – Doug Aldrich - 1993 : Powers of Ten (second album, deux morceaux) – Shawn Lane - 1993 : Time Machine – Joe Satriani - 1994 : Good Guys Don't Always Wear White – Bon Jovi (bande-son de The Cowboy Way) (1994) - 2002 : Waking the Dead – L.A. Guns - 2004 : 22nd Century Lifestyle – pre)Thing - 2004 : Rips the Covers Off – L.A. Guns - 2005 : Shake the Hand that Shook the World – Pepper's Ghost - 2005 : Stone in the Sand – Euphoraphonic - 2005 : Tales from the Strip – L.A. Guns - 2006 : IV – Godsmack - 2006 : The Undercover Sessions – Ill Niño - 2007 : Radio Romeo – Radio Romeo - 2009 : Chickenfoot – Chickenfoot (2009) - 2010 : Bingo! – Steve Miller Band - 2010 : Break Away – Willie Basse, Rock's Cool Music Publishing, New Empire Media, Inc. - 2010 : Up Close – Eric Johnson - 2011 : Let Your Hair Down – Steve Miller Band - 2012 : Double Four Time – The Swayback - 2012 : Hollywood Forever – L.A. Guns - 2014 : Laugh Until I Die – Sabyrtooth (2014/TBA) - 2014 : Get Your Rock On – X-Drive (2014) |

### Albums mixés
| - 1968 : Disposable – The Deviants - 1969 : Stand Up – Jethro Tull - 1969 : Town and Country – Humble Pie - 1969 : Spooky Two – Spooky Tooth - 1969 : Renaissance – Renaissance - 1969 : Songs for a Tailor – Jack Bruce - 1969 : Ssssh -Ten Years After - 1969 : The Clouds Scrapbook – Clouds - 1969 : Up Above our Heads – Clouds - 1969 : Blind Faith – Blind Faith - 1969 : Led Zeppelin II – Led Zeppelin - 1970 : Led Zeppelin III – Led Zeppelin - 1970 : On Tour with Eric Clapton - Delaney and Bonnie and Friends - 1970 : Highway – Free - 1971 : Led Zeppelin IV – Led Zeppelin - 1971 : Sticky Fingers – The Rolling Stones - 1971 : Brain Capers – Mott the Hoople - 1972 : Sailor's Delight – Sky - 1972 : Living in the Past – Jethro Tull - 1972 : Exile on Main St. – The Rolling Stones - 1973 : Goats Head Soup – The Rolling Stones - 1973 : Houses of the Holy – Led Zeppelin - 1974 : It's Only Rock 'n Roll – The Rolling Stones - 1975 : Physical Graffiti – Led Zeppelin - 1976 : In Another Land – Larry Norman - 1976 : Welcome to Paradise – Randy Stonehill | - 1977 : Eddie Money – Eddie Money - 1977 : Foot Loose & Fancy Free – Rod Stewart - 1978 : Ghost Town Parade – Les Dudek - 1978 : Blondes Have More Fun – Rod Stewart - 1979 : Sky – Sky - 1979 : DFK – Dudek, Finnigan, and Krueger - 1980 : Shadows and Light – Joni Mitchell - 1982 : Coda – Led Zeppelin - 1983 : Trouble at Home – Silver Condor – Joe Cerisano - 1987 : Immigration – Show-Ya - 1988 : Crossroads (compilation) – Eric Clapton - 1988 : Glamour – Show-Ya - 1990 : Wing and a Prayer – The Broken Homes (produit par Andy Johns et Michael Doman. Mixé par Andy Johns pour MCA Records). - 1993 : Highcentered – Doug Aldrich - 2002 : Nightwindows – Stylus Automatic - 2006 : Raw – Ra - 2006 : IV – Godsmack - 2007 : Radio Romeo – Radio Romeo - Eric Clapton – Eric Clapton - Break Away - Willie Basse (Rock's Cool Music Publishing, New Empire Media, Inc.) - 2010 : Ladies and Gentleman The Rolling Stones Movie – The Rolling Stones - 2010 : Switchblade Glory - Switchblade Glory - 2012 : Double Four Time – The Swayback |